# Ewald Frie
Ewald Frie, né le 10 octobre 1962 à Nottuln, est un historien allemand.

## Biographie
Ewald Frie étudie l'histoire et la théologie catholique à l'université de Münster. De 1989 à 1991, il travaille en tant qu'assistant à l'institut pour l'histoire régional de Münster. En 1992, il soutient sa thèse avec pour thème : État providence et province: politique d'assistance des communautés de communes en Westphalie et en Saxe de 1880 à 1930. Il devient ensuite assistant scientifique dans la chaire de Hans-Ulrich Thamer (de) à l'université de Münster de 1992 à 1993. Par la suite et jusqu'en 1995, il travaille au centre pour l'histoire de Rhénanie-du-Nord-Westphalie à Düsseldorf. Il rejoint juste après la chaire de Wilfried Loth à l'université d'Essen, où il reste jusqu'en 2001, date à laquelle il passe l'habilitation. Son sujet traite de Friedrich August von der Marwitz: 1777-1837, biographie d'un prussien. Il obtient ainsi la chaire de l'université d'Essen, qu'il occupe jusqu'en 2007. En avril 2007, il devient professeur d'histoire moderne à l'université de Trèves. En été 2008, il mute et remplace Dieter Langewiesche à l'université de Tübingen.
Son domaine de prédilection est l'histoire allemande du XVIIIe, XIXe et XXe siècle, l'histoire des familles nobles européennes qui y est associée et l'histoire de l'Australie.

## Œuvre
- (de) Ewald Frie et Thomas Plaßmann, Das Schokoladenproblem. Die Verfassung von Nordrhein-Westfalen jungen Menschen erzählt, Cologne, Greven, 2009, 102 p. (ISBN 978-3-7743-0433-8)
- (de) Das Deutsche Kaiserreich, Darmstadt, Wissenschaftliche Buchgesellschaft, 2004, 147 p. (ISBN 3-534-14725-1)
- (de) Friedrich August Ludwig von der Marwitz : 1777-1837. Biographien eines Preußen, Paderborn, Schöningh, 2001, 382 p. (ISBN 3-506-72730-3)
- (de) Caritativer Katholizismus in Deutschland im 19. und 20. Jahrhundert : Literatur zur Erforschung seiner Geschichte aus den Jahren 1960 bis 1993, Fribourg-en-Brisgau, 1994, 135 p. (ISBN 3-7841-0728-1)
- (de) Wohlfahrtsstaat und Provinz : Fürsorgepolitik des Provinzialverbandes Westfalen und des Landes Sachsen 1880-1930, Paderborn, 1993 (ISBN 3-506-79580-5)